# آندروسترون
آندروسترون (انگلیسی: Androsterone)هورمون استروئیدی درونزاد (اندوژن) است. این ترکیب نوعی آندروژن ضعیف بوده و قدرت اثر آن یک هفتم تستوسترون است.